# Cubillas de los Oteros (kommunhuvudort)
Cubillas de los Oteros är en kommunhuvudort i Spanien.   Den ligger i provinsen Provincia de León och regionen Kastilien och Leon, i den norra delen av landet, 260 km nordväst om huvudstaden Madrid. Cubillas de los Oteros ligger 776 meter över havet och antalet invånare är 185.
Terrängen runt Cubillas de los Oteros är platt, och sluttar västerut. Runt Cubillas de los Oteros är det mycket glesbefolkat, med 5 invånare per kvadratkilometer. Närmaste större samhälle är Valencia de Don Juan, 8,7 km söder om Cubillas de los Oteros. Trakten runt Cubillas de los Oteros består till största delen av jordbruksmark.